# Campeonato Carioca de Futebol de 1966
O Campeonato Carioca de Futebol de 1966 foi a 68.ª edição do torneio, em que o Bangu se sagrou campeão estadual pela segunda vez em sua história. 

## Classificação

### Turno classificatório
Os oito primeiros colocados estão classificados para o turno final.
| Classificação | Classificação | Classificação | Classificação | Classificação | Classificação | Classificação | Classificação | Classificação | Classificação |
| Pos           | Time          | PG            | J             | V             | E             | D             | GP            | GS            | SG            |
| ------------- | ------------- | ------------- | ------------- | ------------- | ------------- | ------------- | ------------- | ------------- | ------------- |
| 1             | Flamengo      | 19            | 11            | 8             | 3             | 0             | 22            | 7             | +15           |
| 2             | Bangu         | 18            | 11            | 8             | 2             | 1             | 28            | 4             | +24           |
| 2             | Fluminense    | 18            | 11            | 9             | 0             | 2             | 19            | 7             | +12           |
| 4             | Botafogo      | 15            | 11            | 6             | 3             | 2             | 13            | 8             | +5            |
| 5             | America       | 14            | 11            | 6             | 2             | 3             | 24            | 15            | +9            |
| 6             | Vasco da Gama | 12            | 11            | 5             | 2             | 4             | 16            | 11            | +5            |
| 7             | Bonsucesso    | 9             | 11            | 3             | 3             | 5             | 14            | 17            | -3            |
| 7             | Olaria        | 9             | 11            | 4             | 1             | 6             | 10            | 20            | -10           |
| 9             | Portuguesa    | 8             | 11            | 4             | 0             | 7             | 12            | 15            | -3            |
| 10            | Campo Grande  | 6             | 11            | 3             | 0             | 8             | 7             | 15            | -8            |
| 11            | São Cristóvão | 3             | 11            | 1             | 1             | 9             | 3             | 28            | -25           |
| 12            | Madureira     | 1             | 11            | 0             | 1             | 10            | 11            | 32            | -21           |

### Turno final
| Classificação | Classificação | Classificação | Classificação | Classificação | Classificação | Classificação | Classificação | Classificação | Classificação |
| Pos           | Time          | PG            | J             | V             | E             | D             | GP            | GS            | SG            |
| ------------- | ------------- | ------------- | ------------- | ------------- | ------------- | ------------- | ------------- | ------------- | ------------- |
| 1             | Bangu         | 14            | 7             | 7             | 0             | 0             | 22            | 4             | +18           |
| 2             | Flamengo      | 10            | 7             | 4             | 2             | 1             | 9             | 5             | +4            |
| 3             | Fluminense    | 8             | 7             | 3             | 2             | 2             | 15            | 11            | +4            |
| 3             | Botafogo      | 8             | 7             | 3             | 2             | 2             | 8             | 6             | +2            |
| 5             | Vasco da Gama | 7             | 7             | 3             | 1             | 3             | 7             | 11            | +4            |
| 6             | America       | 4             | 7             | 2             | 0             | 5             | 12            | 18            | -6            |
| 7             | Olaria        | 3             | 7             | 1             | 1             | 5             | 8             | 17            | -9            |
| 8             | Bonsucesso    | 2             | 7             | 1             | 0             | 6             | 3             | 12            | -9            |

## Premiação
| Campeonato Carioca de 1966 |
| -------------------------- |
| Rio de Janeiro             |
| Bangu Campeão (2º título)  |